# Kavakami Hiromi
Kavakami Hiromi (1958. –) japán írónő, aki különleges regényeiről, verseiről és irodalomkritikáiról ismert. Számos japán irodalmi díjat nyert, köztük az Akutagava-díjat, a Tanizaki-díjat, a Jomiuri-díjat és az Izumi Kjóka irodalmi díjat. Műveit filmre is feldolgozták, és több mint 15 nyelvre fordították le.

## Fiatalkora és iskolái
1958-ban született Tokióban, és Szuginami város Takaido negyedében nőtt fel. 1980-ban végzett az Ocsanomizu Női Egyetemen.

## Pályafutása
A főiskola elvégzése után Kavakami írni és szerkeszteni kezdett az NW-SF-nek, egy japán sci-fi magazinnak. Első novellája, a „Szósimoku” („Kétéltűek”) 1980-ban jelent meg az NW-SF-ben. Középiskolában és gimnáziumban is tanított természettudományokat, de amikor férjének munkája miatt el kellett költöznie, háziasszony lett.
Kavakami 1994-ben, 36 évesen debütált irodalmi regényíróként a Kamiszama (Isten) című novelláskötettel. 1996-ban a Hebi o fumi (Kígyóra lépni) elnyerte az Akutagava-díjat, Japán egyik legrangosabb irodalmi díját. Később Record of a Night Too Short címmel fordították le angolra. 2001-ben megkapta a Tanizaki-díjat Szenszei no kaban (Az aktatáska vagy Furcsa időjárás Tokióban) című regényéért, amely egy szerelmi történet egy harmincas éveiben járó nő és egykori tanára, egy hetvenes éveiben járó férfi barátságáról és románcáról szól. A Fukusima Daiicsi nukleáris katasztrófa után Kavakami újraírta debütáló novelláját, a „Kamiszama” („Isten”) címűt, megtartva az eredeti cselekményt, de a fukusimai eseményeket beépítve a történetbe.
2014-ben Japánban országszerte bemutatták a Nishino Jukihiko no koi to bóken című filmet, amely Kavakami 2003-as, azonos című regénye alapján készült, Takenoucsi Jutaka és Ono Macsiko főszereplésével. Ugyanebben az évben jelent meg Szuiszei (水声) című regénye a Bungeisundzsú kiadónál. A Szuiszei 2015-ben elnyerte a 66. Jomiuri-díjat, a kiválasztó bizottság tagja, Ogava Jóko pedig dicsérte a könyvet, mert kitágította az irodalom horizontját. 2016-ban Kavakami Ókina tori ni szaravarenaijó (大きな鳥にさらわれないよう) című könyve, a Kodansa kiadónál megjelent 14 novellából álló gyűjteménye elnyerte a 44. Izumi Kjóka irodalmi díjat.

## Írásmódja
Kavakami munkái a mindennapi társadalmi interakciók intim részleteinek leírásával vizsgálják az érzelmi kétértelműséget. Sok története a fantasy és a mágikus realizmus elemeit is tartalmazza. Írásait Lewis Carrollhoz és Banana Yoshimotóhoz hasonlították, és Gabriel García Márquezt és J. G. Ballardot említette hatásaiként. Számos novelláját, regényrészletét és esszéjét lefordították angolra, köztük az „Isten áldjon meg” („Kamisama”), „The Moon and the Batteries” (részlet a Sensei no kabanból), „Mogera Wogura”, „Blue Moon”, „The Ten Loves of Nishino” és „People in My Neighborhood”.

## Díjak és kitüntetések
- 1996 Akutagawa Prize for Hebi wo fumu (Tread on a Snake, avagy A Snake Stepped On című filmért)[12]
- 1999 Murasaki Shikibu Prize(wd) for Kamisama (God's Bear)[28]
- 2000 Itō Sei Literature Prize for Oboreru[29]
- 2000 Joryū Bungaku Shō, Woman Writer's Prize for Oboreru
- 2001 Tanizaki Prize for Sensei no kaban[14]
- 2007 57th MEXT(wd) Minister's Award for Literature[30]
- 2012 Man Asian Literary Prize shortlist for The Briefcase (Sensei no kaban)[31]
- 2014 Independent Foreign Fiction Prize shortlist for Strange Weather in Tokyo (Japanese; trans. Allison Markin Powell)[32]
- 2015 66th Yomiuri Prize for  (水声; Hepburn: Suisei?)[33]
- 2016 44th Izumi Kyōka Prize for Literature for  (大きな鳥にさらわれないよう; Hepburn: Ōkina tori ni sarawarenai yō?)[34]
- 2019 Medal with Purple Ribbon(wd) (Érdemérem lila szalaggal)

## Film adaptáció
- 2014 Nishino Yukihiko no Koi to Bōken[35]

## Művei
| Eredeti kiadás                                            | Eredeti kiadás | Angol nyelvű | Angol nyelvű |
| Cím                                                       | Év             | Cím | Év           |
| --------------------------------------------------------- | -------------- | --- | ------------ |
| 神様 Kamisama                                             | 1994           | Partial translation included in Read Real Japanese Fiction, trans. Michael Emmerich, Kodansha, ISBN 9784770030580                                                      | 2008         |
| 蛇を踏む Hebi wo fumu                                     | 1996           | Record of a Night Too Brief, trans. Lucy North, Pushkin Press, ISBN 9781782272717                                                                                      | 2017         |
| 溺れる Oboreru                                            | 2000           | N/A | N/A          |
| センセイの鞄 Sensei no kaban                              | 2001           | The Briefcase, trans. Allison Markin Powell, Counterpoint, ISBN 9781582435992 Strange Weather in Tokyo, trans. Allison Markin Powell, Counterpoint, ISBN 9781640090163 | 2012 2017    |
| パレード Parēdo                                           | 2002           | Parade: A Folktale, trans. Allison Markin Powell, Soft Skull Press, ISBN 9781593765804                                                                                 | 2019         |
| 龍宮 Ryūgū                                                | 2002           | Dragon Palace, trans. Ted Goossen, Stone Bride Press, ISBN 9781737625377                                                                                               | 2023         |
| ニシノユキヒコの恋と冒険 Nishino Yukihiko no koi to bōken | 2003           | The Ten Loves of Nishino, trans. Allison Markin Powell, Europa Editions, ISBN 9781609455330                                                                            | 2019         |
| 古道具 中野商店 Furudōgu Nakano shōten                    | 2005           | The Nakano Thrift Shop, trans. Allison Markin Powell, Europa Editions, ISBN 9781609453992                                                                              | 2016         |
| 真鶴 Manazuru                                             | 2006           | Manazuru trans. Michael Emmerich, Counterpoint, ISBN 9781582436272 | 2010         |
| パスタマシーンの幽霊 Pasutamashīn no yūrei                | 2010           | N/A | N/A          |
| 水声 Suisei                                               | 2014           | N/A | N/A          |
| 大きな鳥にさらわれないよう Ōkina tori ni sarawarenai yō   | 2016           | Under the Eye of the Big Bird, trans. Asa Yoneda, Soft Skull Press, ISBN 9781593766115                                                                                 | 2024         |
| このあたりの人たち Kono atari no hitotachi                | 2016           | People From My Neighborhood, trans. Ted Goossen, Soft Skull Press (publisher), ISBN 9781593767112                                                                      | 2021         |
| 三度目の恋 Mitabime no koi                                | 2020           | The Third Love, trans. Ted Goossen, Granta Books, ISBN 9781783788873                                                                                                   | 2024         |

### Magyarul megjelent
- Különös időjárás Tokióban (Sensei no kaban) – Kossuth, Budapest, 2024 · ISBN 9789636364663 · Fordította:

## Egyéb információk
- A Manazuru összefoglalója a JLPP-nél (Japán Irodalmi Kiadói Projekt)
- Strange Weather in Tokyo kritika: Kawakami csendes bája

## Fordítás
- Ez a szócikk részben vagy egészben  a   Hiromi Kawakami című angol Wikipédia-szócikk fordításán alapul.  Az eredeti cikk szerkesztőit annak laptörténete sorolja fel. Ez a jelzés csupán a megfogalmazás eredetét és a szerzői jogokat jelzi, nem szolgál a cikkben szereplő információk forrásmegjelöléseként.